# Crocidophora stenophilalis
Crocidophora stenophilalis là một loài bướm đêm trong họ Crambidae.